# 韓国の教習車
韓国の教習車（かんこくのきょうしゅうしゃ）は韓国で自動車教習に使われる自動車、オートバイについて説明する。

## 概要
教習車には、自動車教習所の指導員が教習を円滑に行えるよう様々な機器装置や保護装置が装備されている。運転免許試験場の技能試験に用いられる試験車は、教習車と構造は同一であるが、試験車は大韓民国道路交通法施行規則により、車種、車体の寸法、車体の色、自動二輪車についてはこれらに加えて排気量などが細かく規定されており、規定を満たさない車両を試験に用いる事はできない。

### 普通自動車
第一種普通免許（第一種普通練習免許を含む）
下記の各項目の基準に該当する貨物自動車
- 長さ: 465cm以上
- 幅: 169cm以上
- 軸距: 249cm以上
- 最小回転半径: 520cm以上

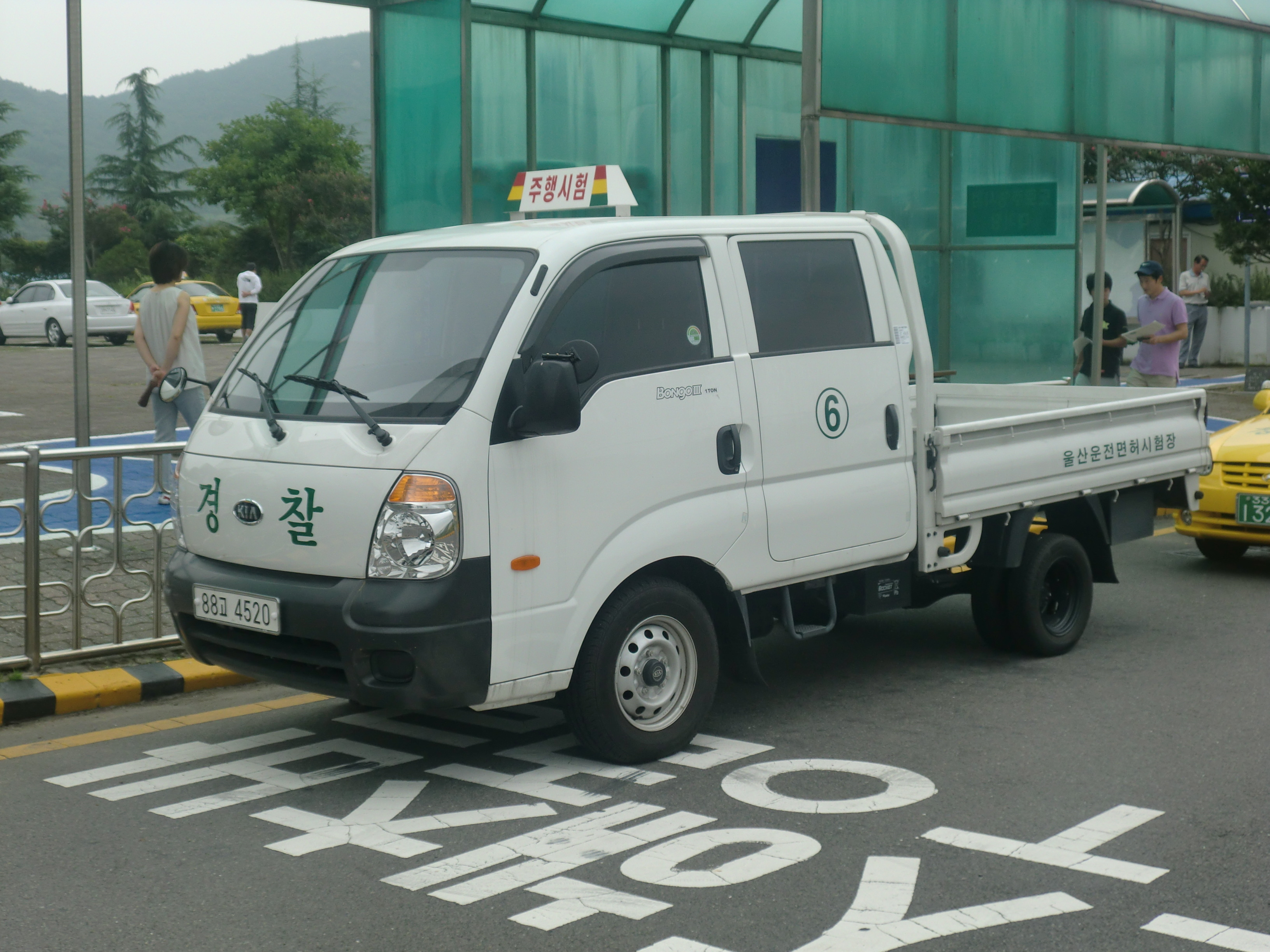
第一種普通免許の技能試験車の一例（車種: ボンゴ）

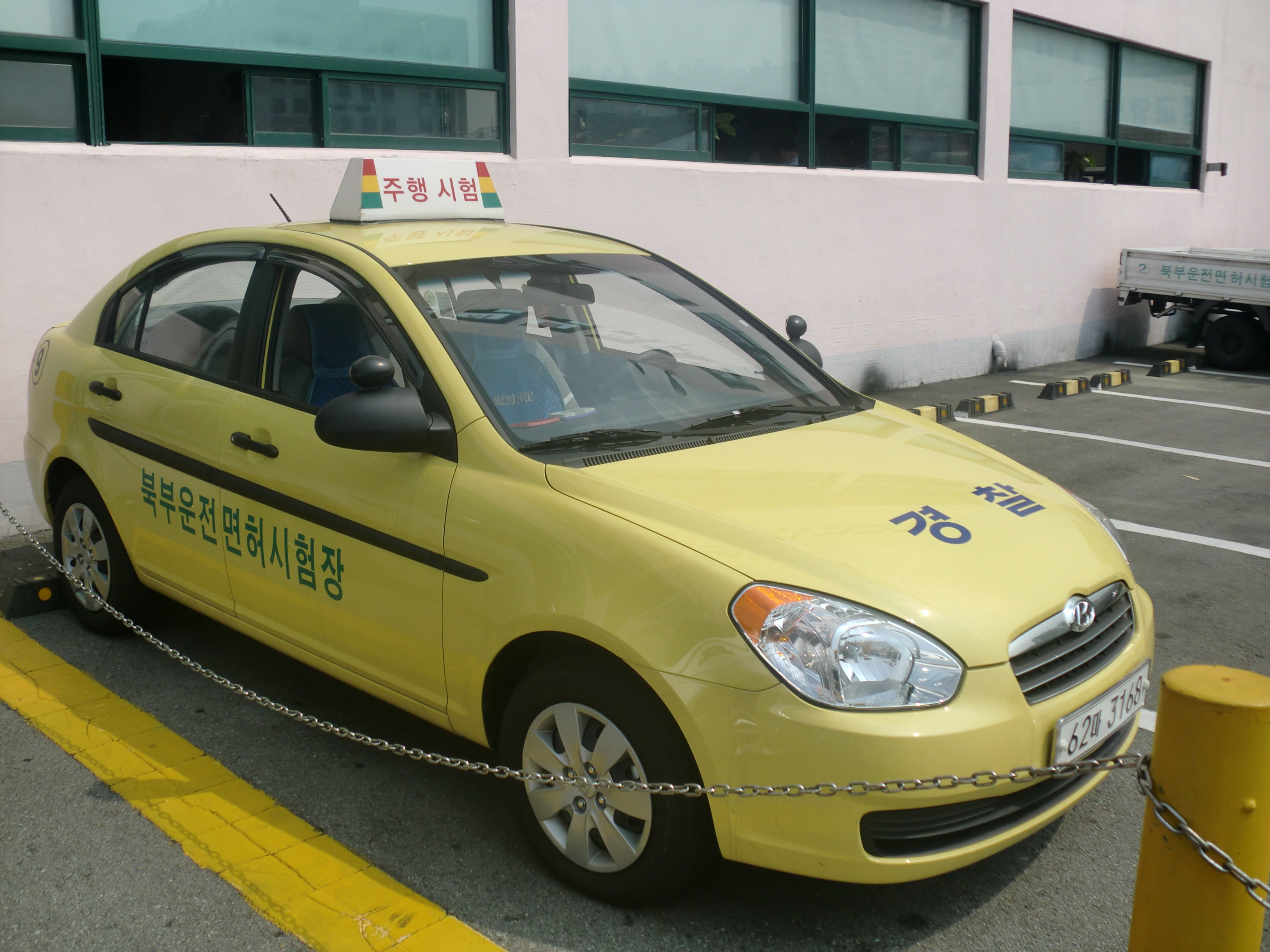
第二種普通免許の技能試験車の一例（車種: ヴェルナ）

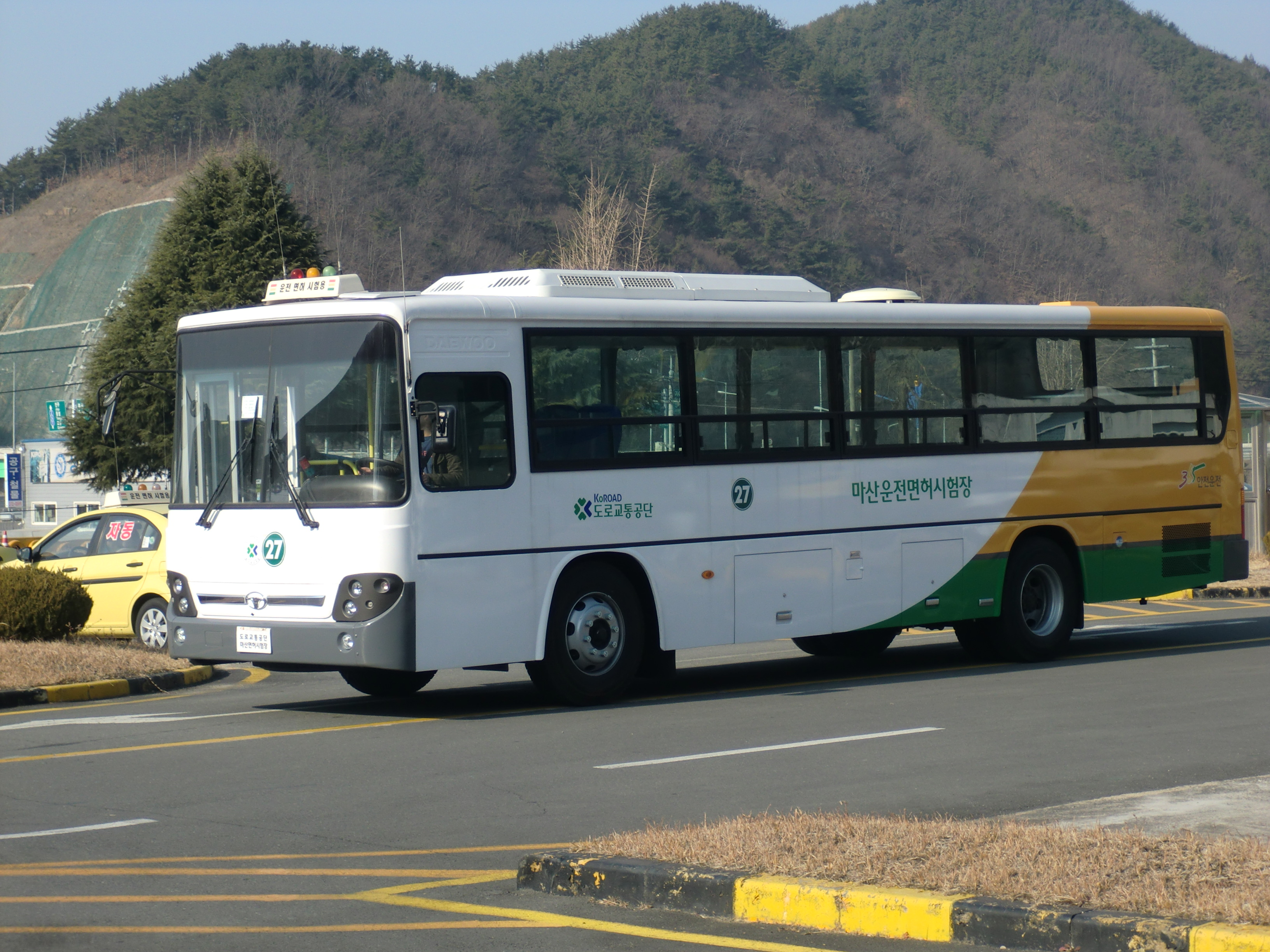
大型自動車（第一種大型免許）の技能試験車の一例（道路交通公団塗装）（車種: 大宇バス・BS106）

- 車体の色は白で自動車学校または運転免許試験場名を緑色で記載。

ヒュンダイ・ポーターあるいはキア・ボンゴの運転教習用が使われている。
第二種普通免許
下記の各項目の基準に該当する乗用自動車、第二種普通練習免許では積載重量3トン以下の貨物自動車（一般乗用車と類似したバン型に限る）も使用可能。 
- 長さ: 397cm以上
- 幅: 156cm以上
- 軸距: 234cm以上
- 最小回転半径: 420cm以上
- 車体の色は黄で緑色で自動車学校または運転免許試験場名を緑色で記載。

ヒュンダイ・アクセント/ヴェルナ、キア・プライドの運転教習用（1.4L）が使われている。

### 大型自動車
下記の各項目の基準に該当する乗車定員30名以上の乗合自動車。
- 長さ: 1,015cm以上
- 幅: 246cm以上
- 軸距: 480cm以上
- 最小回転半径: 798cm以上

バスが使われている。周回コースを走行。

### 特殊自動車

#### 大型けん引車
- けん引自動車
  - 制限なし
- 被けん引自動車（トレーラ部分）
  - 長さ: 1,200cm以上
  - 幅: 240cm以上
  - 軸距: 890cm以上
  - 最小回転半径: 798cm以上

周回コースは走行せず、大型けん引車専用のコースを使用。（100点満点で90点以上が合格）

#### 小型けん引車
- けん引自動車
  - 第一種普通免許で使用される技能試験車両
- 被けん引自動車（トレーラ部分）
  - 長さ: 385cm以上
  - 幅: 167cm以上
  - 連結装置から被けん引車までの車輪までの距離: 200cm以上
  - 車両重量: 750kg以上

周回コースは走行せず、被けん引自動車を連結した状態でS字、クランク、方向転換。（100点満点で90点以上が合格）

#### 救難車
- けん引自動車
  - 長さ: 643cm以上
  - 幅: 219cm以上
  - 軸距: 379cm以上
- 被けん引自動車（第一種普通免許で使用される技能試験車両と同じ大きさ）
  - 長さ: 465cm以上
  - 幅: 169cm以上
  - 軸距: 249cm以上
  - 最小回転半径: 520cm以上

技能試験方法はレッカー車#韓国での運転免許を参照。周回コースは走行しない。

### 二輪自動車（第二種小型免許）
排気量200cc以上の自動二輪車。周回コースは走行せず、曲線コース、屈折コース、一本橋、スラローム（100点満点で90点以上が合格）
S&Tモータースミラージュ250、ミラージュ650の運転教習用が使われている。

### 原動機付自転車
排気量49cc以上の原動機付自転車。（三輪、四輪のみ運転可能な条件の場合排気量100cc以下の四輪の原動機付自転車）技能試験方法は第二種小型免許と同じ。（三輪、四輪のみ運転可能な条件の場合はS字とクランクのみ）（100点満点で90点以上が合格）
S&Tモータースミラージュ125の運転教習用が使われている。

### 技能試験車の規格の歴史
- 1962年1月27日 - 道路交通法施行令で技能試験で使われる車の規格が定められる。
  - 普通第一種免許 - バス
  - 普通第二種免許 - 普通乗用車または積載重量4トン以上の貨物自動車
  - 小型免許  - 小型三輪乗用自動車、小型三輪貨物自動車または小型二輪自動車（側車付きを含む）
  - 特殊免許 - 免許を受けようとする特殊自動車
  - 原動機付自転車 - 原動機付自転車
- 1970年12月26日 - 運転免許制度の改正に伴って技能試験で使われる車の規格が改正される。[2]
  - 第一種大型免許 - 乗車定員30名以上の普通乗合自動車
  - 第一種普通免許 - 下記の各項目の基準に該当する貨物自動車または普通乗用自動車
    - 長さ: 465cm以上
    - 幅: 169cm以上
    - 軸距: 269cm以上
    - 最小回転半径: 540cm以上
    - 乗車定員6名（普通乗用自動車に限る）

  - 第一種小型免許  -小型三輪貨物自動車
  - 第一種特殊免許、第二種特殊免許 - 免許を受けようとする特殊自動車
  - 第二種普通免許 - 乗車定員5名の小型乗用自動車
  - 第二種小型免許 - 小型二輪自動車
- 1978年3月27日 - 第一種普通免許の技能試験車の軸距と最小回転半径を変更
  - 軸距:249cm以上
  - 最小回転半径:520cm以上
- 1986年2月6日 - 第一種大型免許、第二種普通免許、第二種小型免許の技能試験車両の規格を明確にする
- 第一種大型免許 - 下記の基準に該当する乗車定員30名以上の普通乗合自動車
  - 長さ: 1015cm以上
  - 幅: 246cm以上
  - 軸距: 480cm以上
  - 最小回転半径: 798cm以上
- 第二種普通免許 - 下記の基準に該当する乗車定員5名以上の乗用自動車
  - 長さ: 397cm以上
  - 幅: 156cm以上
  - 軸距: 234cm以上
  - 最小回転半径: 420cm以上
- 第二種小型免許 - 小型二輪自動車（排気量250cc以上に限る）
- 1986年5月1日 - 原動機自転車も技能試験を受ける必要が出てきたため規格を定める。
  - 排気量90cc以上の原動機付自転車
- 1987年11月23日 - 大韓民国自動車管理法の改正に伴い、第一種大型免許と第一種普通免許で使われる技能試験車から「普通」の用語を除去する。
- 1990年10月29日 - 原動機付自転車の技能試験車の排気量を49cc以上に変更
- 1993年12月29日 - 第二種普通免許で使われる技能試験車から乗車定員の撤廃と積載重量3トン以下の貨物自動車の使用が認められる。
- 1995年7月1日 - 第一種特殊免許がレッカーとトレーラーのみになり、新たに規格が定められる。

レッカー - 下記の基準に該当する自動車
- けん引自動車
  - 長さ: 820cm以上
  - 幅: 240cm以上
  - 軸距: 460cm以上
- 被けん引自動車（第一種普通免許で使用される技能試験車両と同じ大きさ）
  - 長さ: 465cm以上
  - 幅: 169cm以上
  - 軸距: 249cm以上
  - 最小回転半径: 520cm以上

トレーラー - 下記の基準に該当する自動車
- けん引自動車
  - 制限なし
- 被けん引自動車
  - 長さ: 1200cm以上
  - 幅: 240cm以上
  - 軸距: 890cm以上
- 1996年12月31日 - 普通免許に路上試験が導入されたため、技能試験車の車体の色が定められる。
  - 第一種普通免許（第一種普通練習免許を含む）は白色に緑色で試験場名または自動車学校名を記載。後ろは白地に緑色で一連番号を記載。
  - 第二種普通免許（第一種普通練習免許を含む）は黄色に緑色で試験場名または自動車学校名を記載。後ろは白地に緑色で一連番号を記載。
  - 第二種普通免許で使われる自動車の規格を乗用自動車（一般形に限る）に改正。第二種普通練習免許では乗用兼貨物型の普通乗用車または積載重量3トン以下の貨物自動車（外観が一般系乗用自動車と乗用自動車と類似したバン型に限る）に変更。
  - 第一種普通免許（第一種普通練習免許を含む）の技能試験での乗用車使用は障害者に限るを追加。
- 2001年7月24日 - 第一種普通免許の技能試験車は貨物自動車のみになる。
- 2005年3月24日 - 第一種特殊免許（レッカー）で使われる技能試験車の規格が改正される。第二種小型免許で使用される技能試験車の排気量が200cc以上の二輪自動車に変更される。
- けん引自動車
  - 長さ: 643cm以上
  - 幅: 219cm以上
  - 軸距: 379cm以上
- 被けん引自動車
  - 変更なし。
- 2010年8月24日 - 原動機付自転車のうち三輪、四輪のみ運転可能な条件の場合排気量100cc以下の四輪の原動機付自転車を加える。
- 2016年7月28日 - 特殊免許（トレーラー）を大型けん引車免許、小型けん引車免許に分離したことに伴い、小型けん引車免許で使われる技能試験車の規格が定められる。（大型けん引車免許は変更なし。）
- けん引自動車
  - 第一種普通免許で使用される技能試験車両
- 被けん引自動車（トレーラ部分）
  - 長さ: 385cm以上
  - 幅: 167cm以上
  - 連結装置から被けん引車までの車輪までの距離: 200cm以上
  - 車両重量: 750kg以上